# Dusona quadrata
Dusona quadrata är en stekelart som beskrevs av Gupta 1977. Dusona quadrata ingår i släktet Dusona och familjen brokparasitsteklar. Inga underarter finns listade i Catalogue of Life.